# Pirikiti Alazani
Pirikiti Alazani (georgiska: პირიქითი ალაზანი) är ett vattendrag i Georgien. Det ligger i den östra delen av landet, i regionen Kachetien.